# Campionat d'Austràlia de ciclisme en critèrium

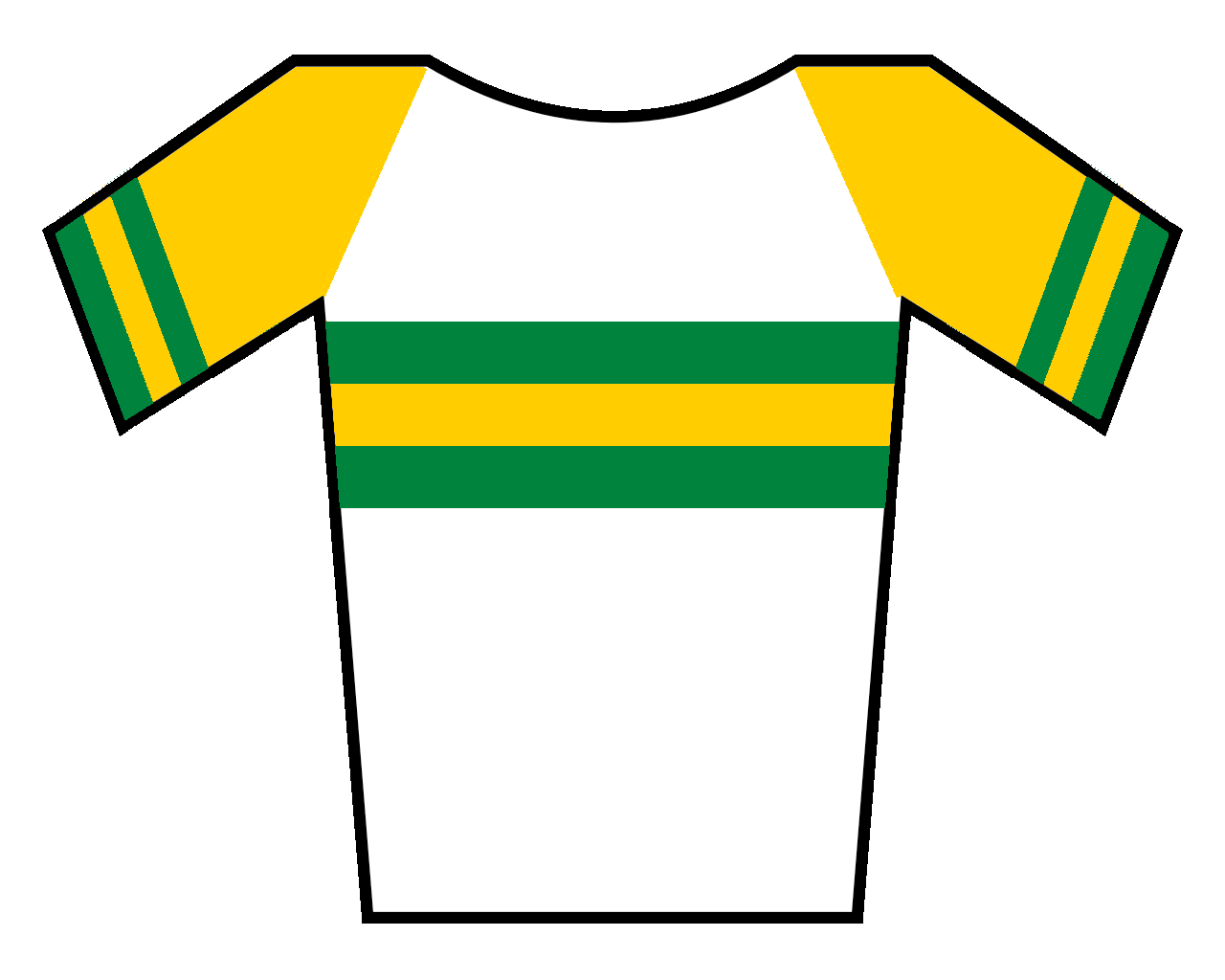
Mallot de Campió d'Austràlia

El Campionat d'Austràlia de ciclisme en critèrium és una competició ciclista que serveix per a determinar el Campió d'Austràlia de ciclisme en format critèrium o circuit.

## Palmarès masculí
| Any  | Campió            | Segon                      | Tercer           |
| 1985 | Ricky Flood       | Terry Hammond              | David McFarlane  |
| 1996 | Jay Sweet         | Baden Burke                | Jamie Kelly      |
| 2010 | Aaron Kemps       | Dean Windsor               | William Clarke   |
| 2011 | Jonathan Cantwell | Anthony Giacoppo           | Stuart Shaw      |
| 2012 | Anthony Giacoppo  | Mark Renshaw               | Steele Von Hoff  |
| 2013 | Cameron Meyer     | Steele Von Hoff            | Leigh Howard     |
| 2014 | Steele Von Hoff   | Anthony Giacoppo           | Brenton Jones    |
| 2015 | Steele Von Hoff   | Caleb Ewan                 | Scott Sunderland |
| 2016 | Caleb Ewan        | Brenton Jones              | Anthony Giacoppo |
| 2017 | Caleb Ewan        | Scott Sunderland           | Brenton Jones    |
| 2018 | Caleb Ewan        | Steele Von Hoff            | Brenton Jones    |
| 2019 | Brenton Jones     | Tristan Ward               | Jay McCarthy     |
| 2020 | Sam Welsford      | Kaden Groves               | Nicholas White   |
| 2021 | Kaden Groves      | Nicholas White             | Luke Durbridge   |
| 2022 | Cameron Ivory     | Alastair Christie-Johnston | Cameron Scott    |
| 2023 | Kelland O'Brien   | Blake Quick                | Taj Jones        |
| 2024 | Caleb Ewan        | Jensen Plowright           | Sam Welsford     |
| 2025 | Sam Welsford      | Cameron Scott              | Blake Quick      |

### Palmarès sub-23
| Any  | Primer             | Segon               | Tercer           |
| 2008 | Christopher Jory   |                     |                  |
| 2010 | Daniel Braunsteins | Thomas Palmer       | Malcolm Rudolph  |
| 2011 | Ben Grenda         | Richard Lang        | Thomas Palmer    |
| 2012 | Scott Law          | Jay McCarthy        | Ben Grenda       |
| 2013 | Bradley Linfield   | Joshua Taylor       | Andrew Martin    |
| 2014 | Caleb Ewan         | Robert-Jon McCarthy | Alex Wohler      |
| 2015 | Chris Hamilton     | David Edwards       | Jesse Kerrison   |
| 2016 | Jesse Kerrison     | Sam Welsford        | Daniel Fitter    |
| 2017 | Alexander Porter   | Lucas Hamilton      | Ayden Toovey     |
| 2018 | Cameron Scott      | Dylan Sunderland    | Sam Welsford     |
| 2019 | Jarrad Drizners    | Kelland O'Brien     | Cameron Scott    |
| 2020 | Kelland O'Brien    | Conor Leahy         | Matthew Rice     |
| 2021 | Matthew Rice       | Bryce Lanigan       | Craig Wiggins    |
| 2022 | Graeme Frislie     | Josh Duffy          | Zachary Marshall |
| 2023 | Graeme Frislie     | Blake Agnoletto     | Declan Trezise   |
| 2024 | Blake Agnoletto    | Matthew Fox         | John Carter      |
| 2025 | John Carter        | Leo Zimmermann      | Brayden Bloch    |

## Palmarès femení
| Any  | Campiona            | Segona              | Tercera             |
| 1994 | Kathy Watt          |                     |                     |
| 1995 | Anna Wilson         |                     |                     |
| 1996 | Kristy Scrymgeour   |                     |                     |
| 1997 | Sandra Smith        |                     |                     |
| 1997 | Bridget Evans       |                     |                     |
| 1998 | Lyndelle Higginson  |                     |                     |
| 1999 | Bridget Evans       |                     |                     |
| 2001 | Rochelle Gilmore    | Sharon Wheatley     | Sandra Smith        |
| 2002 | Rochelle Gilmore    | Bridget Evans       | Katie Mactier       |
| 2003 | Lizzie Williams     | Katherine Bates     | Rochelle Gilmore    |
| 2004 | Wendy Habermann     | Diane Monk          | Bridget Evans       |
| 2005 | Oenone Wood         | Rochelle Gilmore    | Emma Rickards       |
| 2006 | Alex Rhodes         | Rochelle Gilmore    | Oenone Wood         |
| 2007 | Alex Rhodes         | Belinda Goss        | Katherine Bates     |
| 2008 | Kirsty Broun        | Carly Hibberd       | Rochelle Gilmore    |
| 2009 | Kirsty Broun        | Rochelle Gilmore    | Ruth Corset         |
| 2010 | Carly Light         | Megan Dunn          | Rochelle Gilmore    |
| 2011 | Lauren Kitchen      | Joanne Hogan        | Chloe Hosking       |
| 2012 | Alex Rhodes         | Melissa Hoskins     | Annette Edmondson   |
| 2013 | Kimberley Wells     | Loren Rowney        | Gracie Elvin        |
| 2014 | Sarah Roy           | Peta Mullens        | Lauren Kitchen      |
| 2015 | Kimberley Wells     | Peta Mullens        | Lauren Kitchen      |
| 2016 | Sophie Mackay       | Lizzie Williams     | Lauren Kitchen      |
| 2017 | Jessica Allen       | Kendelle Hodges     | Shannon Malseed     |
| 2018 | Rebecca Wiasak      | Sarah Roy           | Kimberley Wells     |
| 2019 | Rebecca Wiasak      | Sarah Roy           | Ruby Roseman-Gannon |
| 2020 | Chloe Hosking       | Ruby Roseman Gannon | Gracie Elvin        |
| 2021 | Annette Edmondson   | Ruby Roseman-Gannon | Chloe Hosking       |
| 2022 | Ruby Roseman-Gannon | Josie Talbot        | Peta Mullens        |
| 2023 | Amber Pate          | Alexandra Manly     | Matilda Field       |
| 2024 | Ruby Roseman-Gannon | Georgia Baker       | Alexandra Manly     |
| 2025 | Amber Pate          | Keira Will          | Maeve Plouffe       |